# Клан Веддерберн

Гребінь клану Веддерберн.

Герб вождів клану Веддерберн.

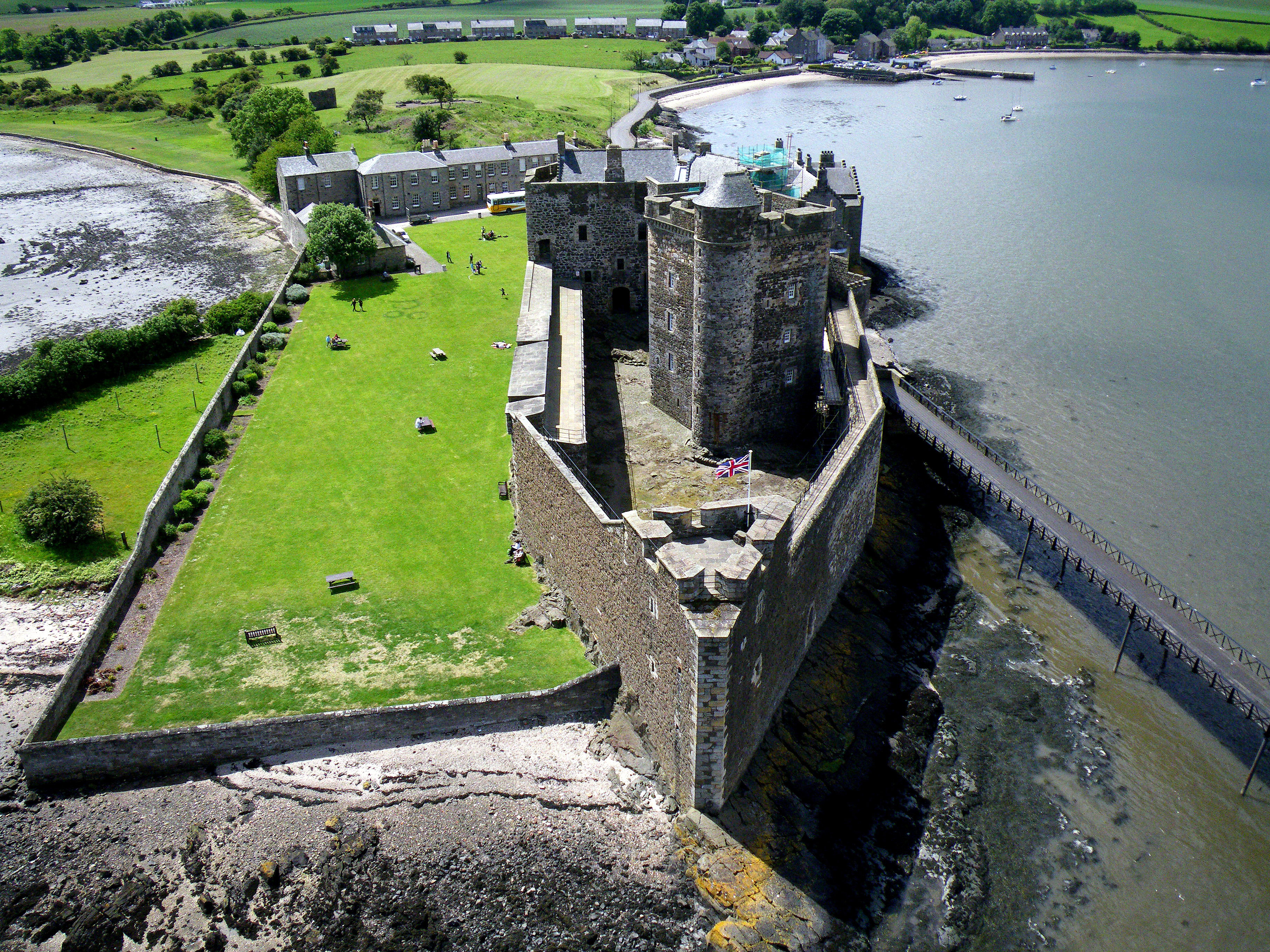
Замок Чорноти – резиденція вождів клану Веддерберн.

Клан Веддерберн (шотл. – Clan Wedderburn) – один з кланів рівнинної частини Шотландії – Лоуленду. 
Гасло клану: Non Degener – Не виродимось! (лат.)
Вождь клану: Генрі Девід Скімжур-Веддерберн (шотл. - Henry David Scrymgeour-Wedderburn) – лорд Скрімжур.
Символ клану: гілка буку
Резиденція вождів клану: Замок Блекнесс (шотл. - Blackness Castle) Замок Чорноти

## Історія клану Веддерберн

### Походження клану Веддерберн
Вперше клан Веддерберн згадується в історичних джерелах в документі «Рагман Роллс» 1296 року – Вавтір де Веддерберн (шотл. - Wautier де Wederburn) разом з іншими вождями шотландських кланів присягнув на вірність королю Англії Едварду І Довгоногому. У той час клан Веддерберн володів землями в Бервікширі. Пізніше клан Веддерберн і його вождь Джон де Веддерберн згадується в 1364 році. Потім згадується Вільям де Веддерберн, що жив десь в 1426 – 1452 роках. У той час клан володів землями Веддерберн та замком Веддерберн, але потім і ті землі, і той замок були втрачені кланом.
Після занепаду клан Веддерберн переселився до шотландського прикордоння – земель, що межували з Англією і перебували в стані постійної війни з Англією: здійснювались постійні рейди з обох боків з метою грабунку. Клан Веддерберн оселився в землях Форфарширу. У XV столітті існували 4 різних септи клану Веддерберн, які жили в Данді, Кінгенні, Форфарі. 

### XV - XVII століття
У Данді жив Джеймс Веддерберн. Його три сини: Джеймс, Джон і Роберт, були одними з перших шотландських протестантів реформаторів. Вони об’єдналися для захисту протестантської віри від католиків. Про них в свій час були написані балади «Гайде та Годлі», що були відомі як  Веддерберновий псалтир. 
Нащадком старшого брата Джеймса був Джеймс Веддерберн – єпископ Данблейн з 1636 року. Він разом з архієпископом Лодом впровадив нову літургію в церкві Шотландії. Але він був вигнаний з Шотландії в 1638 році. Він пішов у відставку, жив у Кентербері, був похований в Кентерберійському соборі.
Третій барат – Роберт Веддерберн мав онука Олександра Веддерберна, що був клерком в Данді в 1557 – 1582 роках. Його син Веддерберн Кінгенні був фаворитом шотландського короля Джеймса VI. Він супроводжував короля в Англію в 1603 році, коли Джеймс VI став королем Англії, Шотландії та Ірландії. І коли Веддерберн Кінгенні повертався назад в Шотландію, він отримав від короля подарунок – перстень з його руки його величності. Ця лінія - Веддерберн Кінгенні по прямій чоловічій лінії вимерла в 1761 році, після смерті Девіда Веддерберн Кінгенні. Титул успадкували люди з клану Скрімжур і стали називатися Скімжур-Веддерберн. 
Брат Девіда Веддерберна – Джеймс був сином Олександра Веддерберн і володів Замком Чорноти. Олександр Веддерберн був одним з уповноважених з укладення договору в Ріпоні (шотл. – Ripon) в 1641 році.

### XVIII століття
Сер Джон Веддерберн – володар Замку Чорноти служив в британській армії, потім одружився і помер (краще б він цього не робив!). Він продав Замок Чорноти своєму двоюрідному брату – серу Олександру, що успадкував титул баронета.  
Але Олександра звільнили з посади клерка Данді за те, що він симпатизував якобітам. Його старший син теж підтримував якобітів, пішов добровольцем в полк лорда Огілві. Він потрапив в полон під час битви під Куллоден у 1746 році. Його засудили, визнали винним і стратили за «державну зраду». Титул баронета було анульовано. Його старший син теж був в армії якобітів, вижив, і після поразки повстання втік на Ямайку. 
У 1775 році сер Девід Веддерберн Балінден, що служив на цивільній службі в місті Перт і був головним поштмейстером Шотландії став вождем клану Веддерберн. Його нагородили титулом баронета. Його нащадками були: Олександр Веддерберн – суддя, сер Пітер Веддерберн Госфорд – видатний юрист і генеральний стряпчий по справах Шотландії. Він виступив проти політики британського уряду в американських колоніях, і передбачив, що вони будуть відокремлюватися від Британської імперії. Він отримав титул лорда Лафборо в 1780 році і графа Росслін в 1801 році.   

## Замки клану Веддерберн
- Замок Блекнесс (шотл. - Blackness Castle) – Замок Чорноти – був у власності клану Веддерберн у XVII – XVIII століттях.